# Těchlovice
Těchlovice (deutsch Tichlowitz) ist eine Gemeinde in Tschechien. Sie liegt neun Kilometer westlich des Stadtzentrums von Hradec Králové und gehört zum Okres Hradec Králové.

## Geographie

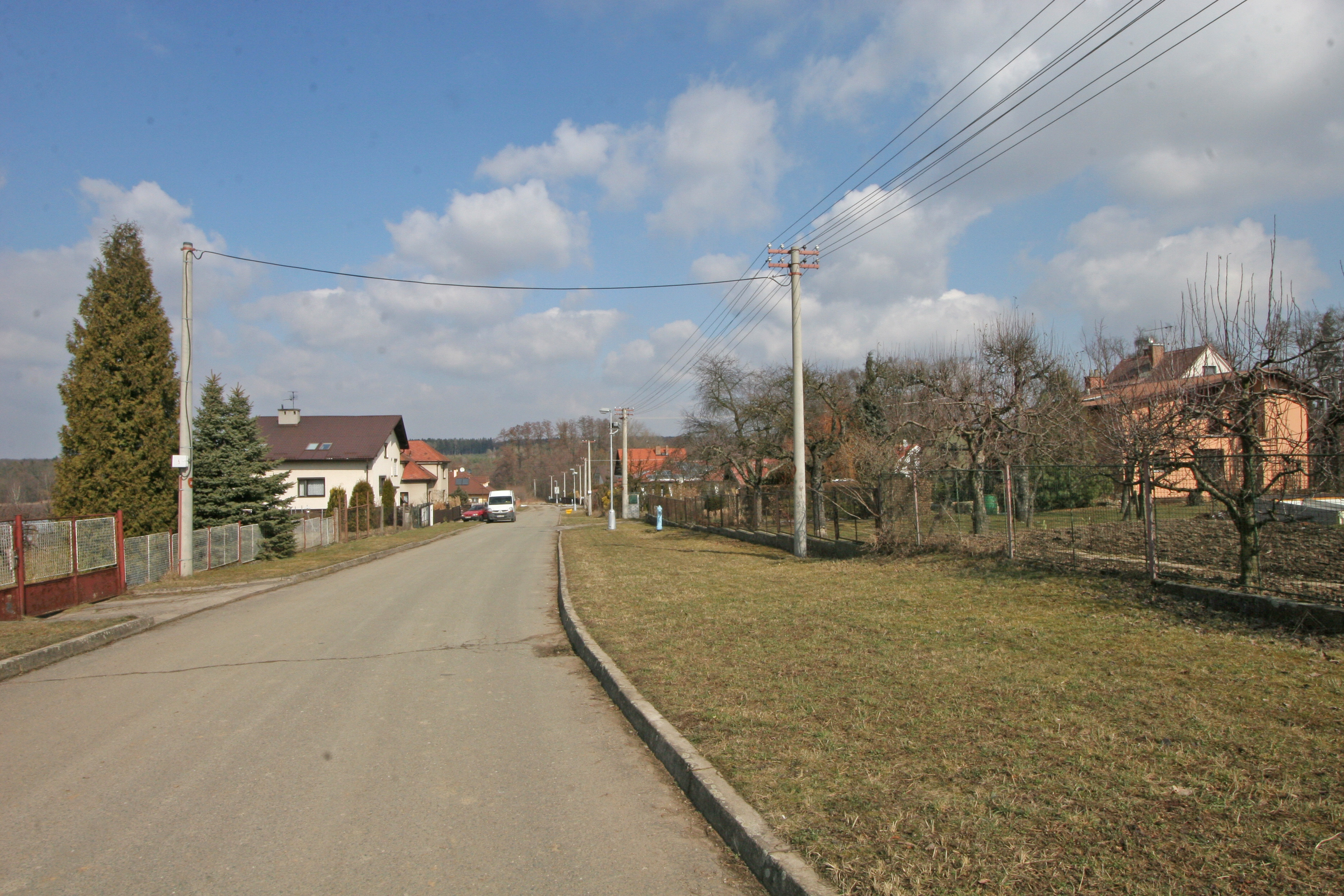
Těchlovice

Těchlovice befindet sich linksseitig des Radostovský potok, eines linken Zuflusses der Bystřice, auf einer Anhöhe der Ostböhmischen Tafel. Nördlich liegt das Waldgebiet des Přímský les.
Nachbarorte sind Horní Přím im Norden, Stěžírky im Nordosten, Stěžery im Osten, Hřibsko im Südosten, Hvozdnice im Süden, Libčany und Želí im Südwesten, Radíkovice im Westen sowie Nový Přím im Nordwesten.

## Geschichte
Die erste schriftliche Erwähnung von Těchlovice erfolgte im Jahre 1318.
Nach der Aufhebung der Patrimonialherrschaften bildete Těchlovice ab 1850 eine Gemeinde im Bezirk Hradec Králové. 1949 wurde sie dem Okres Hradec Králové-okolí zugeordnet. Seit 1961 gehört Těchlovice wieder zum Okres Hradec Králové.

## Gemeindegliederung
Für die Gemeinde Těchlovice sind keine Ortsteile ausgewiesen.